# Cheraman Juma Masjid

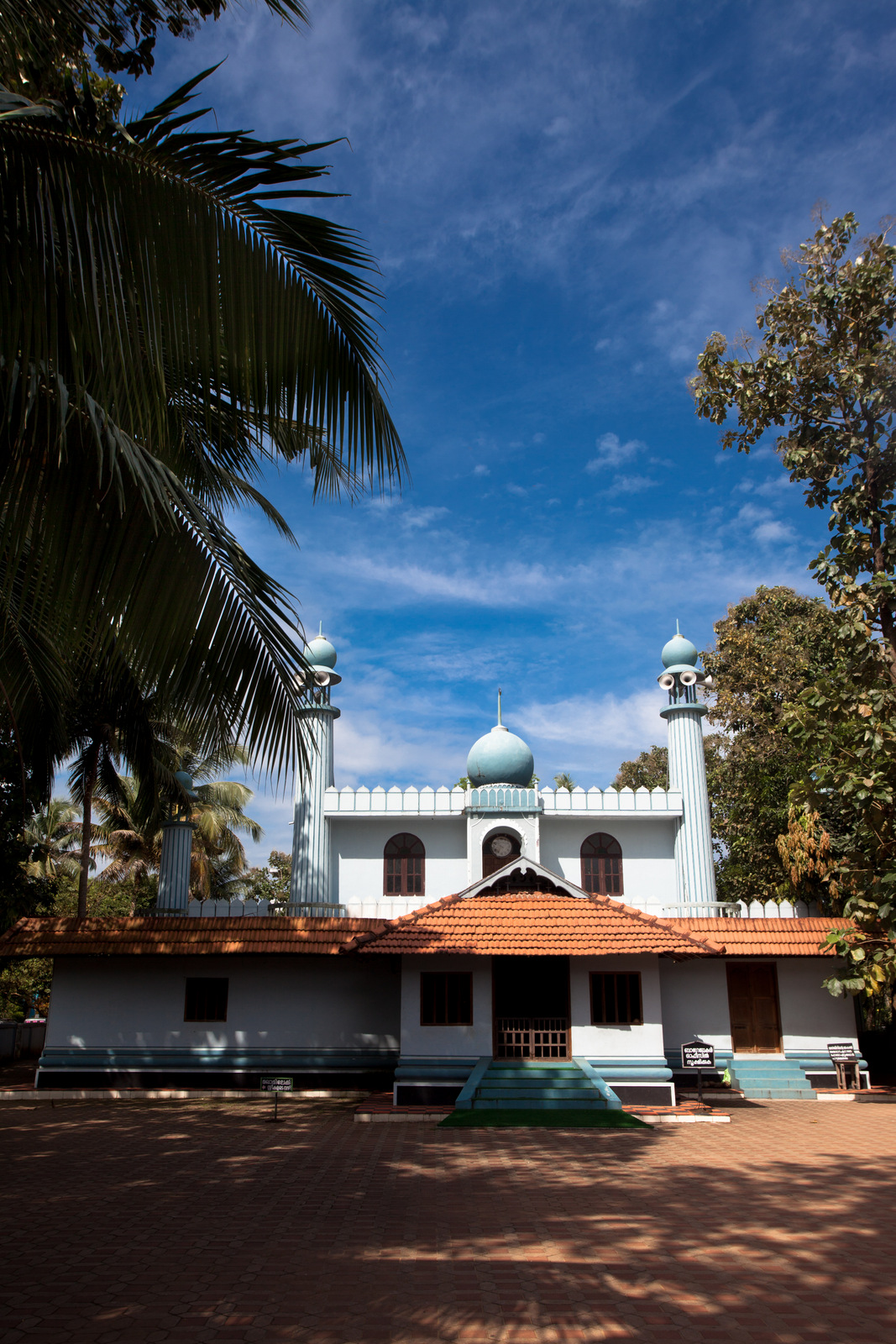
Cheraman Juma Masjid en 2012

La Cheraman Juma Masjid es una mezquita en Kodungalloor en el estado de Kerala, India. Construida en el 629 AD por Malik bin Dinar, es la mezquita más vieja de India y la segunda mezquita que ha ofrecido el Sermón del viernes. Puesto que la mezquita fue construida durante la vida de Mahoma, se dice que los cuerpos de algunos discípulos suyos fueron enterrados aquí.

## Historia
Desde tiempos remotos, el comercio entre Arabia y el Subcontinente Indio ha sido activo. Aún antes del establecimiento del Islam en Arabia, los comerciantes árabes visitaban la región de Malabar (actualmente una parte de Kerala), que era un vínculo entre los puertos del Subcontinente Indio y del Sureste Asiático. Con el Adviento del Islam, los mercantiles árabes propagaban la nueva religión dondequiera que iban. Conmovidos por los principios del Islam, varios indios que habitaban la costa de Kerala se convirtieron. Se dice que el rey Cheraman Perumal (de Kerala) era el primer rey que se convirtió al islam en India.
Según una leyenda popular, un grupo de compañeros de Mahoma visitaron Kodungalloor. Cheraman Perumal, que en aquel entonces era el rey, había dado testimonio a un acontecimiento milagroso — la hendidura súbita de la luna, el milagro celebrado de Mahoma — y, al preguntar, aprendió que esto era una señal indicando que un mensajero de Dios vendría de Arabia. Poco después, Perumal viajó a La Meca, donde se incorporó al islam, y aceptó el nombre Thaŷudín. En el camino, mientras regresaba a India, falleció en Salala en el Sultanato de Omán. Se dice que, en su lecho de muerte, autorizó a algunos compañeros árabes para regresar a su reino y para difundir el islam. Por eso, un grupo de musulmanes, dirigido por Malik bin Dinar y Malik bin Habib, llegó al norte de Kerala y construyó la Cheraman Juma Masjid a Kodungalloor.

## Arquitectura
La mezquita fue construida según el estilo de los templos hindúes. Como los templos hindúes tradicionales, la mezquita usa candiles, o sea, lámparas de aceite. El púlpito de palo de rosa, desde el cual el sacerdote recita el Sermón del Viernes, es cubierto con esculturas similares a las de la arquitectura hindú. 